# Libnotes shawi
Libnotes shawi är en tvåvingeart som först beskrevs av Alexander 1921.  Libnotes shawi ingår i släktet Libnotes och familjen småharkrankar. Inga underarter finns listade i Catalogue of Life.